# Planchón-Peteroa
Pour les articles homonymes, voir Azufre.
Le Planchón-Peteroa, aussi appelé Azufre-Planchón-Peteroa ou Nevado de los Banos, est un volcan actif d'Argentine (département de Malargüe de la province de Mendoza) et du Chili (VIIe Région du Maule), situé à presque 100 kilomètres à l'ouest de la ville argentine de Malargüe.

## Géographie

### Localisation
Le Planchón-Peteroa domine le paysage du col Paso del Planchón (2 850 mètres), et des sources du río Teno chilien, les Lagunas del Teno. À l'ouest, il domine de loin la ville chilienne de Curicó (80 kilomètres à vol d'oiseau). En Argentine, sur ses flancs naît le río Valenzuela, l'une des deux branches-mères, avec le río Tordillo, du río Grande, affluent principal du fleuve argentin río Colorado. Non loin de là se trouvent les sources thermales appelées Thermas del Azufre (« thermes du Soufre »).
Du côté argentin, le Planchón-Peteroa se trouve dans une zone très isolée de la province de Mendoza. Seule une piste y mène. Il est situé à 60 kilomètres à vol d'oiseau de la station touristique de Las Leñas, mais aucune liaison n'existe depuis celle-ci.

### Topographie

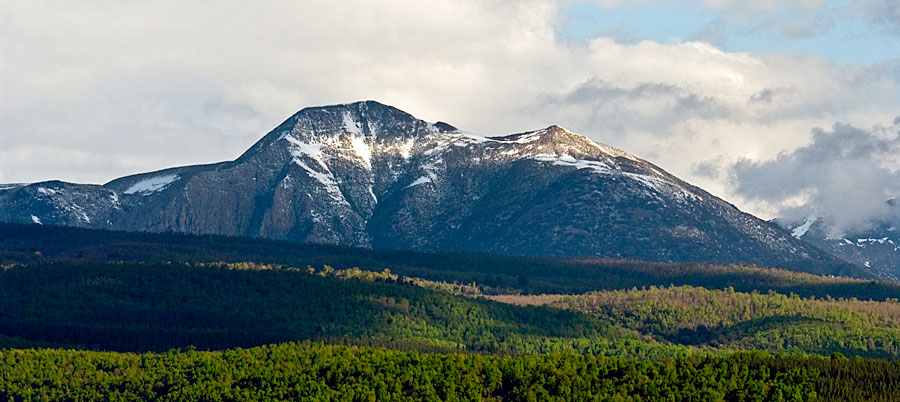
Vue du Peteroa.

Le Planchón-Peteroa est composé d'un cône volcanique, le Peteroa culminant à 4 135 mètres d'altitude, et de deux caldeiras, le Planchón culminant à 4 034 mètres d'altitude et l'Azufre. Le volcan comporte aussi des sources thermales, les Banos Azufre.
C'est un volcan andin qui émet continuellement un panache de fumées. Il existe entre 1660 et 1998 19 épisodes d'activité majeure connus au sein du volcan sans qu'on ait toujours bien relaté laquelle des structures volcaniques en était l'origine. En majorité, ces éruptions sont liées à la formation de cratères situés dans une dépression entre le Planchón et le Peteroa.

## Histoire
Le groupe Planchón-Azufre-Peteroa se forme au Pléistocène. Un des plus importants évènements du massif a lieu au début de l'Holocène, il y a plus ou moins 7 000 ans, lorsque la moitié occidentale du Peteroa s'effondre, occasionnant une avalanche de type lahar qui descendit sur une longueur de 75 kilomètres le long de la vallée du río Teno chilien. Cet épisode est connu sous le nom de Lahar Teno. Cet évènement serait en relation avec une grande éruption plinienne qui éjecte de grandes quantités de tephras sous la forme de ponce qui se déposent exclusivement du côté argentin.
En janvier 1817, au pied du Peteroa, un détachement de l'armée des Andes du Général José de San Martín, sous le commandement de Ramón Freire, emprunte le col du Paso del Planchón, encore appelé Paso Vergara, en direction du Chili pour contribuer à libérer avec succès ce pays de la domination espagnole.